# Krivoriyia (Pokrovsk)
Krivoriyia (en ucraniano: Криворіжжя, romanizado: Kryvorizhzhia; en ruso: Криворожье, romanizado: Krivorozhe) es un pueblo ucraniano perteneciente al óblast de Donetsk. Situado en el este del país, es parte del raión de Pokrovsk y centro del municipio (hromada) homónimo. 

## Geografía
Krivoriyia está situado en el río Bik, 26 km al noroeste de Pokrovsk y a 82 km al noroeste de Donetsk. 

## Historia
Krivoriyia fue mencionada por primera vez por escrito en 1779 y desde 1802 fue parte de la gobernación rusa de Yekaterinoslav.
Del 29 de abril al 14 de diciembre de 1918, durante la guerra civil rusa, fue parte de la República Popular Ucraniana. Desde diciembre de 1922 forma parte de la República Socialista Soviética de Ucrania de la Unión Soviética.
Durante la Segunda Guerra Mundial, cerca del pueblo se produjeron sangrientas batallas en enero de 1942, así como en febrero y septiembre de 1943. A principios de septiembre de 1943, el pueblo fue liberado de los ocupantes alemanes.